# Breakdown (에픽하이의 음반)
Breakdown은 에픽하이 정규 5집의 노래이기도 하며 리패키지 음반이기도 하다. 후속 활동을 하기 위하여 온라인 음반으로 발매되었으며 에픽하이 정규 5집 한정판 Broken Pieces에 있는 보너스 곡 "Love Love Love (Astronica Remix)"가 수록되었다. 소품집인 Lovescream 발매 전까지 "Breakdown"과 〈우산〉을 중심으로 활동하였다.

## 배경
타이틀 곡 "One"에 이어 후속곡으로 활동을 이어나간 에픽하이는, 당초 후속곡으로 예상됐던 〈우산〉대신 강렬한 "Breakdown"을 후속곡으로 선정하였다. 6월 11일, 각 음원 사이트를 통해 리패키지 음반을 공개하였다. 음반엔 Pieces, Part One의 한정판인 Broken Pieces에 수록된 "Love Love Love (Astronica Remix)"를 수록하였다. 6월 12일에는 힙합플레이야의 오픈마이크를 통해 "Breakdown"의 리믹스 컴피티션을 개최하며 아카펠라 음원 및 베이스 라인, 패드 악보를 공개하였다.
후속곡 활동에 앞서 활동을 위한 "Breakdown" 뮤직비디오가 고문 등 과도한 폭력성으로 인해 지상파 3사에서 방송 불가 판정을 받았다. 이후 수정과 편집을 다시 거쳐 지상파에서 방송되었다. 이어 뮤직비디오 논란과 함께 후속곡 활동이 끝나지도 않은 시점에, 5집의 1번 트랙이었던 "Be"가 백마스킹 논란에 휩싸이기도 했다.
이후 Lovescream 발매 전, 타블로가 출연한 〈우산〉의 뮤직비디오가 온라인을 통해 공개되었으며 컴백 전까지 음악 방송 프로그램에 방송되었다. 2008년 8월에는 서태지가 개최한 《ETPFEST 2008》에 참여해 평소에 존경하던 서태지의 곡인 〈교실 이데아〉와 자신들의 곡인 "Breakdown"을 편곡하여 공연에서 선보였다.

## 수록곡
| #            | 제목                                                         | 작곡                | 재생 시간 |
| ------------ | ------------------------------------------------------------ | ------------------- | --------- |
| 1.           | 〈Breakdown〉                                                | 타블로              | 3:20      |
| 2.           | 〈Love Love Love [Astronica Remix]〉 (Feat. 융진 of Casker)  | 타블로              | 3:50      |
| 3.           | 〈Be〉                                                       | 타블로              | 3:32      |
| 4.           | 〈서울, 1:13 AM [Short Piece]〉                              | 타블로              | 0:37      |
| 5.           | 〈One〉 (Feat. 지선)                                         | 타블로              | 3:50      |
| 6.           | 〈연필깎이〉 (Feat. Kebee)                                   | 타블로              | 4:02      |
| 7.           | 〈Girl〉 (feat. 진보)                                        | DJ 투컷             | 4:45      |
| 8.           | 〈Slave [Short Piece]〉                                      | DJ 투컷             | 0:48      |
| 9.           | 〈The Future〉 (Feat. Yankie of TBNY)                        | DJ 투컷             | 4:01      |
| 10.          | 〈20 Fingers [Short Piece]〉 (Feat. DJ Friz)                 | DJ 투컷             | 1:22      |
| 11.          | 〈Ignition〉 (Feat. 나윤권)                                  | DJ 투컷             | 4:01      |
| 12.          | 〈Eight by Eight〉 (Feat. Double K, Dok2, TBNY, Dynamic Duo) | DJ 투컷             | 4:23      |
| 13.          | 〈Décalcomanie〉                                             | 미쓰라 진           | 3:48      |
| 14.          | 〈Icarus Walks [Short Piece]〉                               | 타블로              | 1:01      |
| 15.          | 〈낙화 (落花)〉                                              | 타블로              | 6:25      |
| 16.          | 〈우산〉 (Feat. 윤하)                                        | 타블로              | 5:01      |
| 17.          | 〈당신의 조각들〉 (Feat. 지선)                               | 타블로              | 6:37      |
| 18.          | 〈B-Side 01 : Breakdown [Supreme Mix]〉                      | 타블로              | 2:35      |
| 19.          | 〈B-Side 02 : One [Planet Shiver Remix]〉                    | 타블로, 플래닛 쉬버 | 4:24      |
| 총 재생 시간 | 총 재생 시간                                                 | 총 재생 시간        | 1:08:27   |